# Enzyklopädiekritik
Als Enzyklopädiekritik bezeichnet man zusammenfassend Ansätze, die entweder das Vorhaben der Enzyklopädie an sich grundsätzlich in Frage stellen oder in der Enzyklopädik konkrete Einzelaspekte kritisieren.
Die Enzyklopädiekritik ist eng verwandt mit anderen kritischen Teildisziplinen der Wissenschaften wie der Wissens- und Wissenschaftskritik sowie der Erkenntnis- und Wissenstheorie.
Bertolt Brecht bringt die Enzyklopädiekritik in einer Miszelle knapp auf den Punkt:
1. Wem nützt der Satz?
2. Wem zu nutzen gibt er vor?
3. Zu was fordert er auf?
4. Welche Praxis entspricht ihm?
5. Was für Sätze hat er zur Folge? Welche Sätze stützen ihn?
6. In welcher Lage wird er gesprochen? Von wem?

(Bertolt Brecht, Miszelle Darstellungen von Sätzen in einer neuen Enzyklopädie)

## Ansätze und Beweggründe zur Kritik

### Grundlegende Kritik
Die fundamentalste Kritik am Vorhaben der Enzyklopädie speist sich aus der Tradition des radikalen Skeptizismus, der die Möglichkeit von Erkenntnis grundsätzlich in Frage stellt. Jedes enzyklopädische Vorhaben wäre demnach sinnlos, da es gar keine grundlegenden Wahrheiten geben kann. Modernere und gemäßigtere Formen des Skeptizismus stellen die Erkenntnismöglichkeit nicht mehr grundsätzlich in Frage, fordern jedoch die kritische Prüfung von Hypothesen und zweifeln damit die Idee der Enzyklopädie an, als gesichert angesehenes Wissen zu sammeln und ohne kritische Diskussion zu präsentieren.
Aus diesem Ansatz entwickelte Pierre Bayle (1647–1706) die Idee einer Art Anti-Enzyklopädie, die nicht einen als gesichert bezeichneten Wissens- und Forschungsstand darstellt, sondern gegensätzliche Positionen einander gleichgeordnet oder sie einander abwägend gegenüberstellt. In seinem Dictionaire Historique et Critique (DHC, 2 Bände 1695/1696, 3 Bände 1702, in der dritten, postumen aber noch mit Bayles Nachträgen versehenen vierbändigen Ausgabe 1720; dt. Übers. Historisches und kritisches Wörterbuch 1741–44) unternimmt er eine streng quellenkritische Sichtung des theologischen, philosophischen und historischen Wissens seiner Zeit; das Buch wurde unmittelbar nach Erscheinen von der Zensur verboten. Dennoch findet der Dictionnaire seine Leser und wird zur „Bibel der Aufklärung“, Wilhelm Dilthey spricht sogar von der „Rüstkammer der Aufklärung“. Paul Michel: „Jeder Meinung gesellt er sofort eine Gegenmeinung bei, um dem Benutzer selbständiges Denken abzunötigen. Die Paradoxien, die er in seinen Fussnoten erzeugt, führen mitunter freilich in die Nähe einer bodenlosen Skepsis.“ Die Faktenlabyrinthe, die Bayle erschafft, bewirken genau das Gegenteil von dem, was eine normale Enzyklopädie versucht:
- Sie stellen Wissen nicht als gesicherte Fakten dar, sondern ziehen Fakten in Zweifel;
- die Verweise auf Quellen machen Fakten kritisier- und überprüfbar;
- ebenfalls vollkommen atypisch für eine Enzyklopädie ist die Kultivierung des Stilmittels der Fußnote.

### Totalitätsanspruch und Umfang
Ein weiterer grundsätzlicher Kritikpunkt an der Enzyklopädie bezieht sich auf deren Totalitätsanspruch; traditionell versucht die Enzyklopädie „das Wissen der Welt“ (Brockhaus) oder den Kreis der Wissenschaften (Artes liberales) abzubilden; die Enzyklopädiekritik fragt, ob dies überhaupt möglich sein kann und welchen Umfang und welche Form eine Enzyklopädie haben muss, die diesem Anspruch genügen kann, ob also die 30 Bände der aktuellen Brockhaus Enzyklopädie (2005–2006) dafür ausreichen, oder die 64 Bände von Zedlers Grossem vollständigen Universal Lexicon aller Wissenschaften und Künste welche bishero durch menschlichen Verstand und Witz erfunden und verbessert worden (1732–1754) oder gar die 242 Bände von Krünitz’ Oeconomische Encyclopädie, oder allgemeines System der Land-, Haus- und Staats-Wirthschaft in alphabetischer Ordnung (1773 ff.) notwendig sind.

### Wissensorganisation und Information Retrieval
Der Nutzen einer Enzyklopädie wird durch die grundlegende Beschränkung in Frage gestellt, dass sich in ihr nur finden lässt, worüber bereits ein Vorwissen vorhanden ist. Während sich einfache Fragen über bekannte Phänomene (z. B. „Wie lang ist der Mississippi?“) leicht nachschlagen lassen, fehlt zu Informationen, über die nur vage Vorstellungen bestehen („In welchem Film war das nochmal mit dem lustigen Rätsel über Taubenarten?“), der Zugang oder die Sprache („In welchem Stück kommt das berühmte ta-ta-ta-taaam vor?“). In der Regel muss der Benutzer einer Enzyklopädie zumindest ein relevantes Schlagwort wissen, um darunter weitere Informationen nachzuschlagen. Diese Kritik gilt ebenso für die Suchen in strukturierten Datenbanken.
Eine teilweise Lösung des Problems bieten Methoden des Information Retrieval, mit denen sich unter anderem große Mengen (meist textueller) Informationen mit einer Suchmaschine durchsuchen lassen. Eine weitere Erleichterung verschafft die Vernetzung von verwandten Gebieten mittels Hypertext. Durch die Möglichkeit der freien Verlinkung müssen Wissensgebiete nicht mehr alphabetisch oder hierarchisch geordnet sein, so dass über verschiedene Einstiegspunkte an die gesuchte Information gelangt werden kann.

### Weitere Ansätze zur Enzyklopädiekritik
Paul Michel stellte einen Katalog von 13 konkreten Gesichtspunkten mit Anlässen und Beweggründen zur Enzyklopädiekritik in der Vormoderne zusammen:
1. Widersprüche zwischen einzelnen Wissensinhalten
2. Auseinanderklaffen von Theorie und Praxis, Widersprüche zwischen Meinung und Empirie
3. Auseinanderklaffen von Wissen und Moral
4. Religiöse Motivation
5. Irritation durch neue Entdeckungen
6. Einsicht in den Perspektivismus des Wissens
7. Ideologieverdacht
8. Sprachskepsis
9. Kritik an der Unzulänglichkeit von bestimmten Ordnungssystemen
10. Grundsätzliche Zweifel an der Systematisierbarkeit des Wissens
11. Unergiebigkeit des syllogistischen Schließens
12. Annahme einer anthropologischen Schwäche, Beschränktheit des menschlichen Fassungsvermögens bei der Erkennbarkeit der Welt
13. Argwohn gegenüber einer zu simplen Wissensvermittlung